# Burnhaupt-le-Haut
Burnhaupt-le-Haut – miejscowość i gmina we Francji, w regionie Grand Est, w departamencie Górny Ren.
Według danych na rok 1990 gminę zamieszkiwało 1426 osób, 114 os./km².